# Cremnops willinki
Cremnops willinki är en stekelart som beskrevs av Berta 1998. Cremnops willinki ingår i släktet Cremnops och familjen bracksteklar. Inga underarter finns listade i Catalogue of Life.